# 弘南バス青森営業所
弘南バス青森営業所（こうなんバスあおもりえいぎょうしょ）は、青森県青森市にある弘南バスの営業所である。
当項では青森市営バスの運行受託業務を担当していた乗合部 青森分室（のりあいぶ あおもりぶんしつ）についても記述する。

## 概要

### 青森市内乗り入れと青森営業所設置
弘南バスの青森市内への乗り入れは1948年の「青森 - 弘前線」と「青森 - 黒石線」からである。しかし、「青森 - 弘前線」は1日2往復の脆弱な運行体制の上に殆ど空車状態であったため、翌年には既設重要路線の増強方針に伴う不採算路線の整理対象となり、運休へ追い込まれた。1950年に4往復へ増強して運行を再開し、1952年には運行間隔を1時間おきとする大増発を行い、新車の投入や特定運賃の採用等の積極策も功を奏し、不採算路線から一挙にドル箱路線へと成長した。「青森 - 黒石線」は国鉄での青森方面への直通便がない黒石市や南津軽郡域から、県庁所在地である青森市への交通利便を格段に向上させ、好調に推移した。
それまで青森市内では営業活動をしていなかったが、青森線の運行回数の増加に伴って青森側での管理業務が必要となり、1953年に青森営業所の前身となる青森出張所を青森市造道（現・マエダ八重田店付近）に開設し、配車係・計算係を配置した。青森出張所が青森営業所となるのは1957年に入ってからである。
1955年には「青森 - 五所川原線」を運行していた津鉄バスの買収により、同路線を担当することになり、翌年には青森市内免許を取得し、「浦町 - 油川線」の運行を開始した。
1958年に松木屋デパートが近代的な交通構想を取り入れ、青森県では初となるバスセンターを建設した。当時、弘南バスの青森市内での起終点は浦町で、待合室の設備が不完全で整備が求められていたことから、10月11日、この青森バスセンターを起終点としてバスの発着を行うことにした。乗り入れにあたってバスセンターの1階に出札所・案内所を設置し、事務所も青森営業所から松木屋3階に移転した。1968年には起終点を八重田（青森営業所）に変更し、青森バスセンターから路線延長をすることになったが、青森市内の路線免許の既得権を持っていた青森市営バスとの協議により、競合する区間の一部停留所への停車ができない乗車制限が課せられた。
1978年に青森営業所を現在地である青森市矢田前に移転した。しかし、路線延長に関して青森市営バスとの協議がまとまらず、当面は合浦二丁目（現・岡造道一丁目）までの運行となり、青森営業所まで延長されたのは1980年8月である。

### 市営バス「新城線」との競合
青森市西部の新城地区と市中心部を結ぶ青森市営バス「新城線」は、ベッドタウン化により乗客数が増し、市内有数のドル箱路線となっていた。しかし、並行する弘南バスの利用者数は伸びていなかった。青森市営バス「新城線」は西部営業所（現：西部市民センター）までの運行であったため、弘南バスはそれより西にある雪印乳業青森工場の従業員や戸門集落の住民をターゲットに、古川 - 県庁前 - 市役所前間（国道経由）の路線免許を取得し、朝・夕の通勤時間帯に「戸門線」「雪印線」を新設した。それに対し、青森市営バスも「新城線」の一部を雪印工場前・戸門まで延長したため、結局は大きな変化がなかった。
2003年に青森市営バスがほとんどの路線で減便に踏み切り、ドル箱路線である「新城線」も一律に減便対象となった。同時期に弘南バスは末端区間での利用が芳しくない「戸門線」を廃止し、運行本数を大幅に増便した「新城線」の運行を開始した。しかし、利用状況は依然として厳しく、2006年4月に一部の便で土・日曜・祝日の運休便を設定、2008年4月に平日で半減、日曜・祝日に至っては3分の1とする減便を実施した。その後も利用状況は好転することはなく、2009年8月に廃止へと追い込まれた。

### 高速バスの運行開始と乗客の減少
「ヨーデル号」（弘前 - 盛岡線）の好調を受けて、1987年より「あすなろ号」（青森 - 盛岡線）の運行を担当することになった。その後、「ラ・フォーレ号」（青森 - 東京線）や「ブルーシティ号」（青森 - 仙台線）の運行も担当することになり、弘南バスの収益を支えている。
「青森 - 弘前線」はJR奥羽本線と並行し、最盛期には運行本数では勝っていたものの、所要時間や運賃で勝負にならないため、通し利用客は元々少なかったが、1990年代に入ると、区間利用客の減少も進み、速達便の廃止や減便で対応してきたが、1999年に「青森 - 弘前線」は廃止となった。なお、青森市内での代替路線として「新町経由 戸門線」を新設したが、当初の需要予測に反して、利用状況はあまり芳しくはなかった。
2005年からは、格安往復運賃を設定した昼行便の「青森上野号」を、夜行貸切ツアーバスに対抗し「パンダ号」を弘南バスの単独運行で新設している。

### 近年
2002年、「青森 - 五所川原線」「青森 - 黒石線」の青森駅前への乗り入れを開始した。また、経路上にありながら、青森市営バスとの協定で停車していなかった天狗立・堤橋・栄町二丁目への停車を開始した。
2005年4月、青森市は浪岡町と合併し、新市民への行政サービスの一環として、青森市営バス「青森駅 - 浪岡駅線」（大釈迦経由・青森空港経由）を新設した。この措置により、大釈迦経由便が「青森 - 黒石線」と競合し、相当数の利用者が弘南バスから青森市営バスへ移行することが予想されたため、青森市は弘南バスに対する補助金を削減した。それに対し、黒石市は財政的にかなり厳しいことから補助金の増額には踏みきれず、「青森 - 黒石線」は半数以下に減便するに至った。
また、マエダストアから委託を受け「青森ガーラタウン100円シャトルバス」の運行を開始し、青森市企業局交通部からは運行管理業務を受託していた。
2006年7月、青森港フェリーターミナルで函館行カーフェリーに接続する、青森駅発着のシャトルバスの運行を開始したが、2008年9月に東日本フェリーが青森港から撤退し、青函航路をとりまく環境が厳しい状況に陥ってしまい、2010年7月をもって廃止となった。
2020年3月で、青森市企業局交通部からの路線受託を終了。
2023年5月7日で、「マエダストアガーラモール店」閉店に伴い、「青森ガーラタウン100円シャトルバス」の運行を終了。

## 沿革
- 1954年7月1日 - 青森市造道に青森出張所を開設。
- 1957年3月 - 青森出張所を青森営業所へ改組。
- 1958年10月10日 - 青森バスセンターの開設に伴い、青森市内の起終点を浦町から青森バスセンターへ変更。
- 1960年8月 - 青森営業所内に観光支所を設置。
- 1968年 - 青森市内の起終点を青森バスセンターから八重田（当時の青森営業所）へ変更。
- 1978年 - 青森市矢田前へ青森営業所を移転。八重田 - 合浦二丁目間の運行を停止。
- 1980年8月23日 - 青森市内の起終点を合浦二丁目から青森営業所へ変更。
- 2000年5月30日 - 「ラ・フォーレ号」「ブルーシティ号」の乗車券の発行・予約業務を停止。
- 2004年 - 青森営業所内に乗合部青森分室を設置。
- 2009年8月1日 - 「新城線」を廃止。
- 2010年7月31日 - 「青森港フェリーターミナル シャトルバス」を廃止。
- 2020年3月23日 - この日をもって2004年から続いた青森市企業局交通部からの路線受託を終了。

## 管理下にある案内所
- 青森総合案内所

## 高速バス所管路線
詳細は各路線記事を参照のこと。
- あすなろ号（青森 - 盛岡線）
- ブルーシティ号（青森 - 仙台線）
- ノクターン・ネオ号（青森 - 東京線）

## 路線バス所管路線

### 青森 - 五所川原線
五所川原営業所と共管先
地域間幹線系統確保維持費国庫補助金 対象路線。

### 青森 - 黒石線
黒石営業所と共管
- 青森営業所 - 県病通り - 合浦町 - 栄町一丁目 - 文化会館前 - 市役所前 - 新町二丁目 - 青森駅前 - 古川 - 西滝 - 石江 - 新青森駅南口 - 西高校前 - 新城駅前 - 平岡大橋[9] - 戸門 - 鶴ヶ坂駅前 - 大釈迦北口 - 徳才子 - 高屋敷 - 青森南警察署前 - 浪岡 - 浪岡高校前 - 飛内 - 小屋敷 - 黒石営業所前 - 黒石病院前 - 浜町 - （往路のみ：黒石市役所前 → 一番町 → ）黒石駅前
  - 1948年 - 運行開始（浦町 - 黒石駅前間）。
  - 1958年10月10日 - 青森バスセンターの開設に伴い、青森側の起終点を浦町から青森バスセンターに変更。
  - 1968年 - 青森側の起終点を青森バスセンターから八重田（当時の青森営業所）に変更。
  - 1978年 - 青森営業所の移転により、青森側起終点を合浦二丁目へ変更。
  - 1980年8月23日 - 青森側起終点を青森営業所へ変更。
  - 19xx年 - 西バイパス経由が新設される。
  - 199x年 - 西バイパス経由が廃止される。
  - 2002年12月1日 - 青森駅前に乗り入れ開始。同時に天狗立・堤橋・栄町二丁目の各停留所への停車を開始。
  - 2005年4月1日 - 青森市営バス「浪岡線」新設に伴い、運行本数を13往復から6往復に減便する。
  - 2007年10月1日 - 運賃を一部区間で最大200円値上げ。
  - 2010年4月1日 - ｢弘前 - 浪岡線」への乗継割引制度を廃止。
  - 2010年12月4日 - 東北新幹線全線開業に伴い、新青森駅前に乗り入れ開始。

地域間幹線系統確保維持費国庫補助金 対象路線。

## 運行受託路線

### 青森市市バス

#### 浪岡線 (大釈迦経由)
- 2014年10月1日 - 青森市営バスから運行を委託。
  - 車両は主に中型 大型車が使用されている
  - 青森市市バス浪岡線(青森空港経由)も運行しているが、黒石営業所が運行を担当している。

## 廃止路線

### 運行受託路線
青森ガーラタウン100円シャトルバス
- 2023年5月7日、マエダストア・ガーラモール店閉店に伴い、運行を終了。
- 青森駅前 - 古川 - 上古川 - 西郵便局前 - ガーラタウン前
  - 青森駅とマエダ西バイパス店を中心としたガーラタウンを結ぶ、マエダより運行委託されたシャトルバスである。
  - 途中停留所では、ガーラタウン行は乗車のみで、青森駅行は下車のみ（クローズドドアシステム）。
  - ガーラタウン行の古川バス停は、4番乗り場（弘南バス乗り場 黒石・五所川原行）ではなく、1番乗り場（市営バス、浪館方面行）である。
  - 運行開始当初は無料運行していたが、2004年6月1日より有料化し、100円バスに模様替えした。ただし、マエダ店内で買物や飲食等の利用客については、利用当日のレシートを1階サービスカウンターへ提示すると、無料乗車券の配布を受けられる。

## 設備
- 待合室 （冬期間はストーブ設置）
- 営業所庁舎
  - 出札窓口
    - 営業時間：9時00分から17時00分まで。
    - 取扱内容：定期券、回数券、青森線往復乗車券、津軽漫遊フリーパス、ワンバケーションパス、ノクターン号・キャッスル号乗車券（電話予約受付後のみ）の発券業務。

  - 青森営業所 事務室
  - 乗務員休憩所
  - 整備工場

## その他
- 青森営業所配置の車両は、2003年4月ダイヤ改正以降、前面方向幕への番号表記をとりやめた。また、青森営業所行の行先表示は「青森・矢田前行」・「矢田前行」[13]となっている。
- 宮城交通「ブルーシティ号」（定期便のみ）は、青森営業所にて乗務員休憩・滞泊を行う。
- 高速バス「あすなろ号」は、1988年12月から1998年12月まで青森営業所が青森側の起終点であった。当時の高速バス用の停留所名は「東青森（ひがしあおもり）」であった。
- 2022年3月5日から、青森市市バスで、地域連携ICカード「AOPASS」の導入・利用開始[14]が、市バス浪岡大釈迦青森線と一部運行ルートが重複する黒石青森線では、ICカードでの乗車は出来なかった。
- 2023年2月25日から、弘南バスで、地域連携ICカード「MegoICa（メゴイカ）」の導入・利用開始に伴い「青森市市バス」を含む弘南バスの全線で、ICカードでの乗車ができるようになった。